# Резантьер
Резантье́р (фр. и окс. Rézentières) — коммуна во Франции, находится в регионе Овернь. Департамент — Канталь. Входит в состав кантона Сен-Флур-Нор. Округ коммуны — Сен-Флур.
Код INSEE коммуны — 15161.
Коммуна расположена приблизительно в 420 км к югу от Парижа, в 85 км южнее Клермон-Феррана, в 75 км к юго-востоку от Орийака.

## Население
Население коммуны на 2008 год составляло 127 человек.
| 1962 | 1968 | 1975 | 1982 | 1990 | 1999 | 2008 |
| ---- | ---- | ---- | ---- | ---- | ---- | ---- |
| 151  | 182  | 161  | 147  | 129  | 115  | 127  |

## Экономика

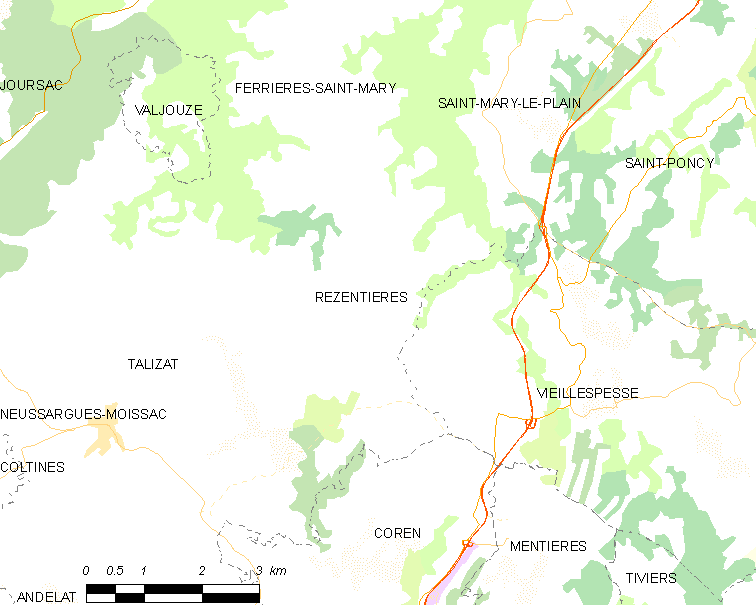
Карта коммуны

В 2007 году среди 82 человек в трудоспособном возрасте (15—64 лет) 60 были экономически активными, 22 — неактивными (показатель активности — 73,2 %, в 1999 году было 66,7 %). Из 60 активных работали 52 человека (32 мужчины и 20 женщин), безработных было 8 (3 мужчин и 5 женщин). Среди 22 неактивных 8 человек были учениками или студентами, 5 — пенсионерами, 9 были неактивными по другим причинам.